# Schwarzfleckhai
Der Schwarzfleckhai (Carcharhinus sealei) ist eine Art der Gattung Carcharhinus innerhalb der Requiemhaie (Carcharhinidae). Das Verbreitungsgebiet liegt in den Küstengebieten des Indischen Ozeans und im Indo-Pazifik.

## Aussehen und Merkmale
Der Schwarzfleckhai ist ein für die Gattung vergleichsweise kleiner und schlanker Hai mit einer durchschnittlichen Größe von weniger als 100 cm. Er hat eine graue bis bräunliche Rückenfärbung und einen hellen Bauch. Auf der zweiten Rückenflosse besitzt diese Art einen sehr deutlichen schwarzen Fleck, der die gesamte Flossenspitze einnimmt und vorn hell abgesetzt ist. An den Flanken können helle, undeutliche Streifen auftreten.
Der Hai besitzt eine lange und spitze Schnauze und große, horizontal liegende Augen. Er besitzt eine Afterflosse und zwei Rückenflossen. Die erste Rückenflosse ist vergleichsweise klein und sichelförmig, sie liegt über oder leicht hinter dem freien Ende der Brustflossen. Ein Interdorsalkamm kann vorhanden sein. Die zweite Rückenflosse ist vergleichsweise hoch und beginnt über der Analflosse oder leicht nach hinten versetzt. Die Brustflossen sind relativ breit. Wie alle Arten der Gattung besitzen die Tiere fünf Kiemenspalten und haben kein Spritzloch.

## Lebensweise
Der Schwarzfleckhai lebt in Küstennähe im Bereich des Kontinentalschelfs sowie an Inselsockeln von der Oberfläche bis in Tiefen von etwa 40 m. Er ernährt sich räuberisch vor allem von verschiedenen Knochenfischen und Wirbellosen.

### Fortpflanzung
Er ist wie andere Arten der Gattung lebendgebärend und bildet eine Dottersack-Plazenta aus (plazental vivipar). Die Weibchen bringen nach einer Tragzeit von etwa 9 Monaten ein bis zwei Jungtiere zur Welt. Die Junghaie haben eine Größe von etwa 35 Zentimetern und werden in Küstennähe zur Welt gebracht. Die Geschlechtsreife erreichen die sehr langsam wachsenden Tiere bei einer Länge von ungefähr 70 bis 80 cm.

## Verbreitung

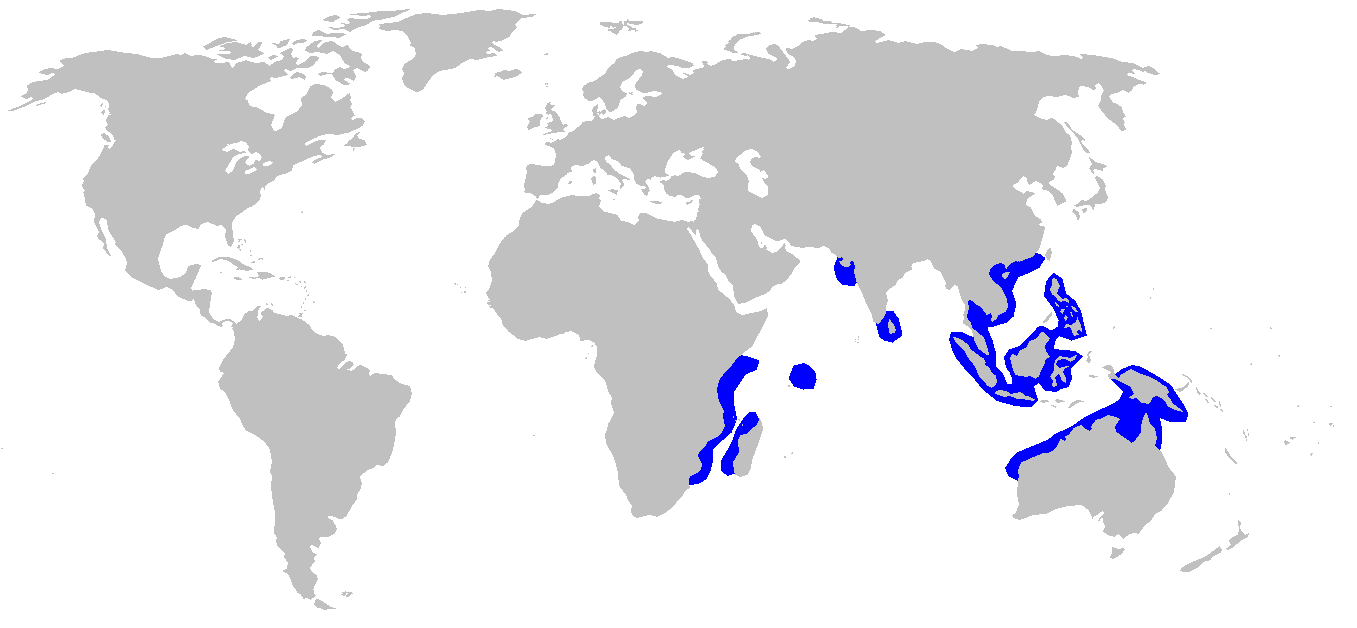
Verbreitungsgebiete des Schwarzfleckhais

Das Verbreitungsgebiet des Schwarzfleckhais erstreckt sich im Indischen Ozean und im Indopazifik von der Westküste Afrikas von Südafrika über Mosambik, Tansania, Kenia und Madagaskar über die Küste Pakistans und Indiens bis nach Südostasien und das westliche und nördliche Australien.